# Фэрфорд
Фэ́рфорд (англ. Fairford) — город в графстве Глостершир, Англия. Он расположен в Котсуолд-Хилс на реке Колн, в 6 милях (9,7 км) к востоку от Сайренсестера, в 4 милях (6,4 км) к западу от Лечлейда и в 9 милях (14 км) к северу от Суиндона. Неподалеку находятся авиабаза Фэрфорд и аквапарк Котсуолд.

## Управление
Фэрфорд имеет приходской совет из 13 членов. Мэр города — Стивен Бултон.
После пересмотра границ, проведенного для местных выборов 2015 года, Фэрфорд был разделен на два избирательных округа окружного совета под названием Фэрфорд Северный Уорд (один член) и Лечлейд, Кемпсфорд и Фэрфорд Южный Уорд (два члена). В окружном совете Котсуолда Фэрфорд-Норт-Уорд представлен либерал-демократом Эндрю Доэрти и Лечлейдом, Кемпсфорд и Фэрфорд-Саут-Уорд представлены консервативными советниками — Стивеном Эндрюсом и Сью Коукли.
Город представлен в Совете графства Глостершир консервативным советником Рэем Теодулу, который представляет округ Фэрфорд и Лечлейд на Темзе.

## Школы
В Фэрфорде есть средняя школа Farmor’s School, которая была признана выдающимся стандартом, достигнув 1-го класса в инспекции Ofsted в 2010 году. Существует также начальная школа — Fairford Primary и игровая группа.

## События
Ежегодно в течение трех дней авиабаза Фэрфорд проводит крупнейшее в мире военно — воздушное шоу под названием Royal International Air Tattoo. Это событие дает толчок экономике города и прилегающих районов.
В марте 2003 года был проведен митинг Flowers to Fairford в знак протеста против использования ВВС США Фэрфорда в качестве базы для 14 самолетов-бомбардировщиков В-52, которые использовались для бомбардировок Ирака. В нем приняли участие несколько тысяч человек и полиция, однако, мероприятие прошло мирно.
Штаб-квартира Фонда Эрнеста Кука находится в Фэрфорд-парке, где раньше проходили ежегодные Фэрфордские паровые ралли и шоу. Шоу закрылось в 2015 году после 46 лет работы.
В июле 2007 года в Фэрфорде выпало не по сезону много осадков, что привело к сильному затоплению 64 домов на Милтон-стрит и Лондон-стрит, а также в некоторых других прилегающих районах. Многие ежегодные мероприятия пришлось отменить.

## Церкви

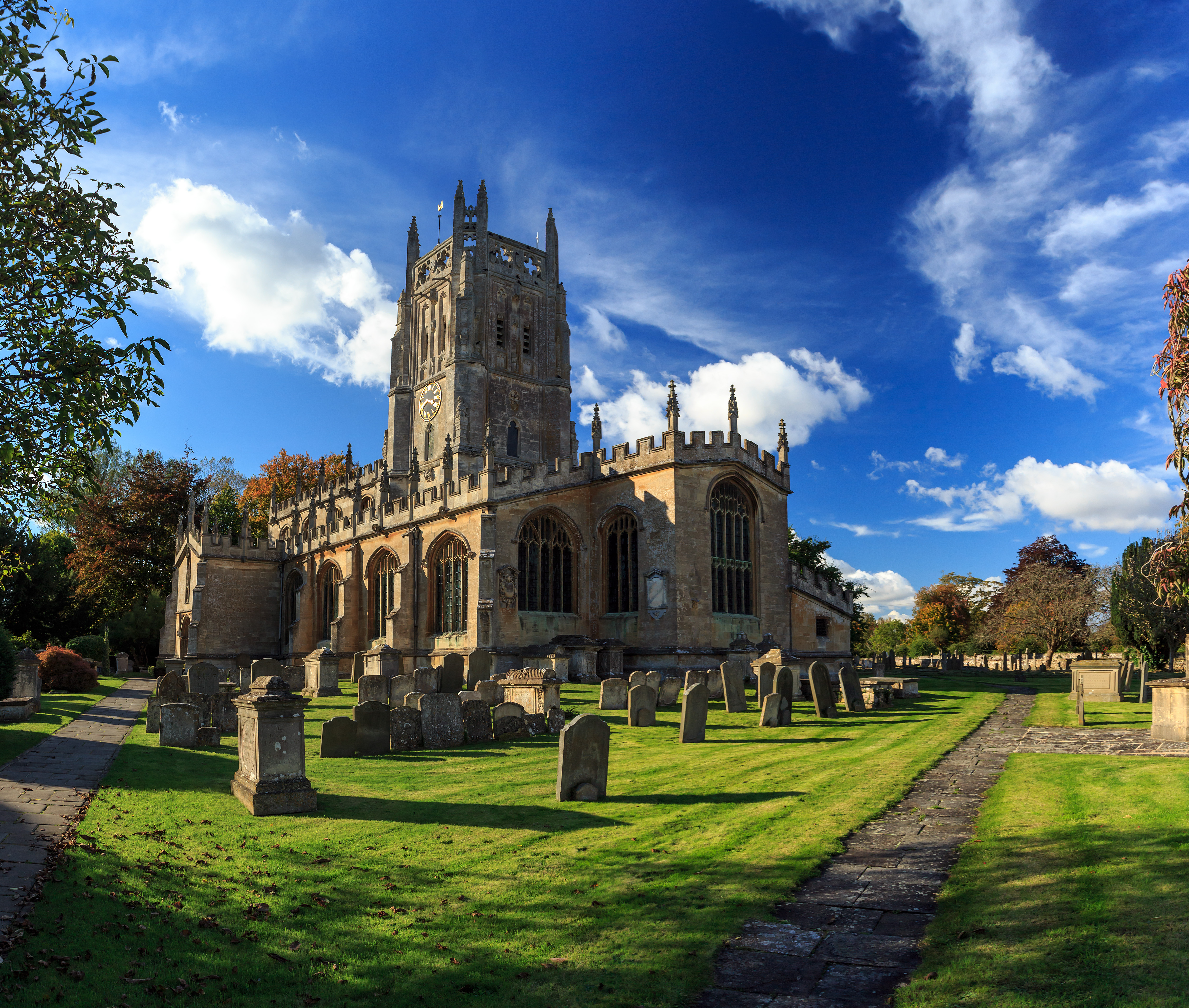
Приходская церковь Святой Марии (освящена в 1497 году).

Приходская церковь Англиканской церкви Святой Марии славится своими средневековыми витражами и резьбой. Построенная в начале 1490-х годов торговцем шерстью, Джоном Теймом, церковь является примером поздней готической архитектуры, которая характеризуется тонкими каменными оконными столбами и легкими, но прочными контрфорсами. Этот стиль позволил увеличить окна, через которые поступало больше света в здание. Церковь занесена в список Английского наследия, ее структура и детали остаются неизменными с момента постройки.
В Фэрфорде находится Католическая церковь святого Томаса Кентерберийского. После закрытия часовни самоотречения в замке Хатероп в 1844 году в Хоркотте (Фэрфорд) была построена церковь стоимостью 700 фунтов стерлингов. Первая месса была отслужена в 1845 году, за пять лет до восстановления иерархии в Англии и до создания римско-католической епархии Клифтона. Витраж за алтарем изображает святого Томаса Кентерберийского на центральной панели, показывая дату 1845 года. Примыкающий к нему Пресвитериум был построен 20 лет спустя по проекту Бенджамина Бакналла , архитектора Вудчестерского особняка. В церкви есть орган работы Хилла и витражи Уильяма Уэйлса, Хардмана и Джеффри Робинсона. Два окна на крыльце были добавлены в ознаменование 150-летия первой мессы. На левом окне изображен герб семьи де Молей, а на правом — Евхаристия.